# Büchergilde Gutenberg

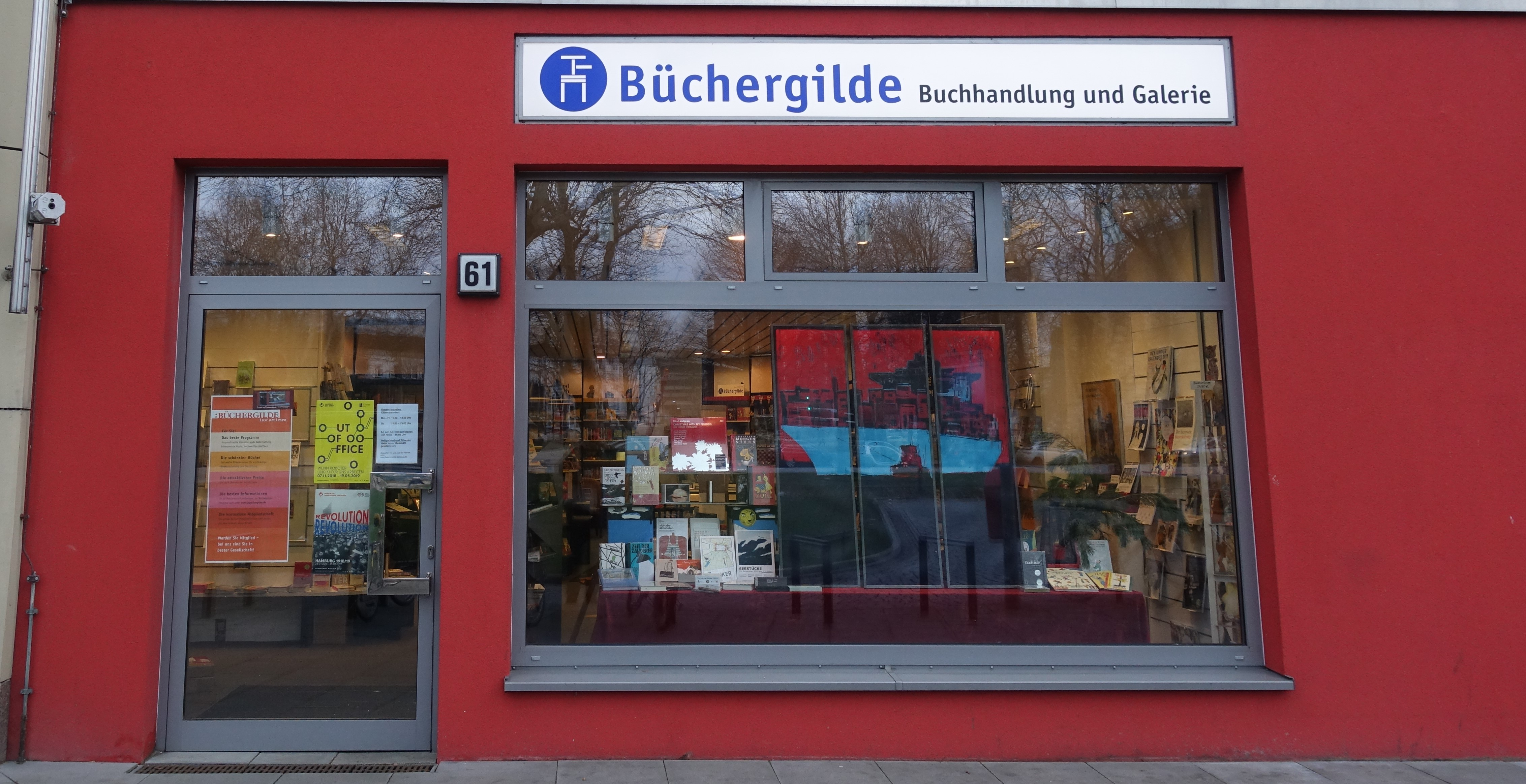
Büchergilde im Hamburger Gewerkschaftshaus am Besenbinderhof 61

Die Büchergilde Gutenberg, kurz Büchergilde, ist eine Buchgemeinschaft mit Sitz in Frankfurt am Main. Ursprünglich aus dem Gewerkschaftsumfeld entstanden, ist sie mittlerweile eine eingetragene Verlagsgenossenschaft.
Die Büchergilde Gutenberg hat eine große buchkünstlerische und buchhandwerkliche Tradition. Insbesondere die Tradition der künstlerisch illustrierten Bücher begründete den in der Verlagswelt hervorragenden Ruf der Büchergilde, die bis in die Gegenwart hinein zahlreiche Prämierungen und Auszeichnungen für Buchgestaltung erhalten hat.

## Geschichte

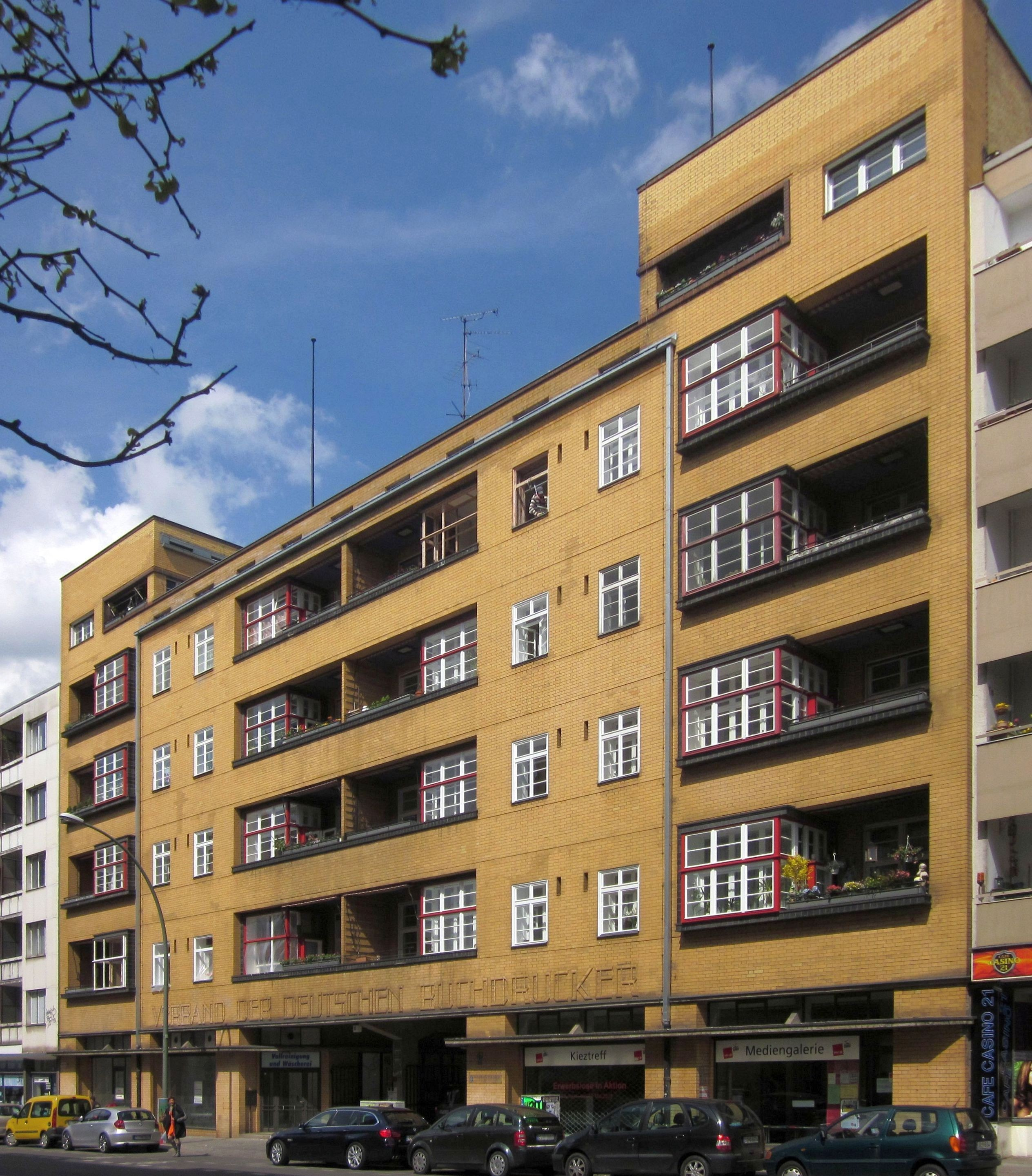
Max Tauts Verbandshaus der Deutschen Buchdrucker in Berlin war bis 1933 Sitz der Büchergilde.

Die Büchergilde wurde am 29. August 1924 vom Bildungsverband der Deutschen Buchdrucker auf Initiative seines Vorsitzenden Bruno Dreßler in Leipzig gegründet. Mitbegründer, geistiger Leiter und Autor war Ernst Preczang, der auch erster Cheflektor wurde. In der Tradition der deutschen Arbeiterbewegung stehend, wollte sie ärmeren Leuten durch preiswerte Bücher den Zugang zu Bildung und Kultur ermöglichen. 1927/1928 war Johannes Schönherr literarischer Leiter. Er nannte als Ziel der Büchergilde, „schöngeistige und populärwissenschaftliche Arbeiterliteratur in vorbildlich typographischem Gewande durch Ausschaltung des Buchhändlergewinns verbilligt herzustellen.“ Als Kulturinstitution der Werktätigen nahm die Büchergilde sozial engagierte Texte moderner Autoren wie B. Traven, Oskar Maria Graf, Martin Andersen Nexö, Jack London und Mark Twain in das Programm auf. Für einen Monatsbeitrag von 1 Mark erhielten die Mitglieder jährlich vier Auswahlbände sowie die Monatsschrift Die Büchergilde, die ab 1925 erschien. 1926 konstatiert die Büchergilde, dass „die Verlage . . . den Buchgemeinschaften nicht sehr freundlich gestimmt“ seien.
Ein halbes Jahr nach ihrer Gründung zählte die Büchergilde etwa 5.000 Mitglieder. 1928 verlegte die Büchergilde ihren Sitz nach Berlin, das Lektorat übernahm Erich Knauf. Bis 1931 entstanden in Deutschland 27 Geschäftsstellen nebst Filialen in Prag, Wien und Zürich. Bis 1933 hatte sie 174 Buchtitel in 2,5 Millionen Exemplaren herausgegeben. Mitbegründer der österreichischen Büchergilde war Josef Luitpold Stern. 1933 zählte die Büchergilde in Deutschland 85.000 Mitglieder. Nach der Machtergreifung der Nationalsozialisten wurden die Berliner Räume 1933 von der SA besetzt, die Anwesenden zum Hitlergruß genötigt. Die meisten Mitarbeiter wurden entlassen, der Gründer Bruno Dreßler wurde verhaftet, die Büchergilde gleichgeschaltet und im weiteren Verlauf der NS-Diktatur in die Deutsche Arbeitsfront eingegliedert. Viele der Büchergilde-Publikationen gerieten auf den Index, u. a. Werke sozialistischer Autoren und Arbeiterliteratur, bis hin zu den Werken von Upton Sinclair, John Dos Passos, Romain Rolland, oder auch B. Traven und Jack London – zwei Autoren, deren deutsche Editionsgeschichte eng mit der Büchergilde verbunden ist.
Am 15. Mai 1933 machte sich die Schweizer Büchergilde durch eine Neugründung in Zürich von Deutschland unabhängig und setzte unter der Leitung von Bruno Dreßler (bis 1946) in Zusammenarbeit mit Wien und Prag ihre Arbeit fort. Die Schweizer Büchergilde hatte am Kriegsende 110.000 Mitglieder.
Das Archiv der Büchergilde im Berliner Gewerkschaftshaus wurde 1945 durch Kriegseinwirkungen zerstört, weshalb Geschäftsberichte, Mitgliederverzeichnisse und andere Unterlagen nicht mehr existieren. „An Quellen sind lediglich die von der Büchergilde herausgegebenen Bücher und Zeitschriften und der Nachlaß des Lektors Ernst Preczang vorhanden, der im »Instituts für deutsche und ausländische Arbeiterliteratur« in Dortmund aufbewahrt wird.“
Nach 1945 belebte der Sohn des Gründers, Helmut Dreßler, die Büchergilde in der Bundesrepublik wieder von neuem. „Ein neues Kapitel ihrer Geschichte“ (S. 5 eines Bandes mit Erzählungen von Arnold Zweig) begann die Büchergilde im Jahr 1949. Zu den ersten gedruckten Autoren gehörten Erich Kästner, Stefan Zweig und Golo Mann. Bis zu seinem Tode im Dezember 1974 engagierte sich Helmut Dreßler für handwerklich gut gemachte und illustrierte Bücher. Zu den Typografen gehörte beispielsweise Karl Franke, der die Gesamtgestaltung der Ausgaben von Jack London besorgte. Etwa 30 Jahre lang (1959–1989) war Juergen Seuss als Buchgestalter für den Verlag tätig, darunter für eine Reihe sehr erfolgreicher und prämierter Bücher, bspw. Beat in Liverpool (1965, als Schönstes Buch ausgezeichnet), das die junge Beat-Kultur erstmals publizistisch wohlwollend in Deutschland vermittelte.
Die Tradition der Gestaltung in Typografie und Design setzt sich bis heute fort. Mit den beiden Ausgaben Das Gewissen steht auf (1955) und Das Gewissen entscheidet (1959) setzte der Verlag mit 64 Lebensbildern aus dem deutschen Widerstand 1933–1945 den Opfern und Gegnern der Diktatur ein bleibendes Denkmal.
Lange Jahre gehörte die Büchergilde der Gewerkschaftsholding BGAG, 1998 wurde sie herausgelöst und an fünf vormalige Mitarbeiter unter der Leitung des damaligen Geschäftsführers Mario Früh verkauft. Seit 2015 ist sie eine Genossenschaft. Heute befinden sich noch viele Büchergilde-Partnerbuchhandlungen in Gewerkschaftshäusern, beispielsweise in Hamburg und Hannover.

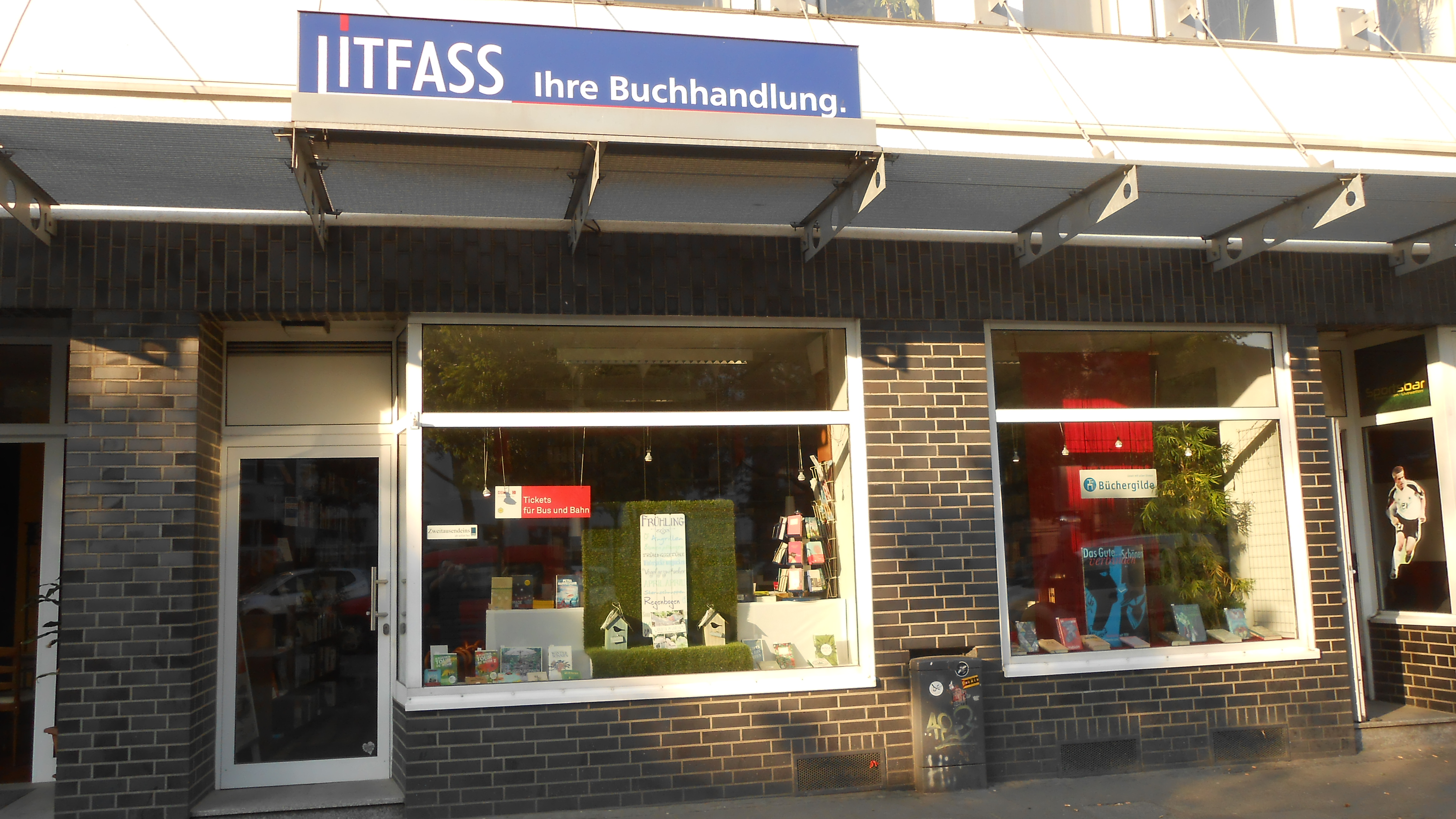
Die Buchhandlung Litfass, Büchergilde-Partner in Dortmund

Seit Oktober 2017 ist Alexander Elspas Geschäftsführer der Verlagsgesellschaft sowie Vorstandsvorsitzender der Büchergilde Gutenberg Verlagsgenossenschaft.

## Arbeitsweise
Nach 1945 fußte die Büchergilde auf einem System von Vertrauensleuten, die für die Buchgemeinschaft in den Betrieben und in Wohngebieten warben, das Geld einsammelten und die Bücher verteilten. In Hamburg wurden 1962 25.000 Mitglieder von 1.200 Vertrauensleuten betreut. Im Jahr 2020 hatte die Büchergilde in Deutschland rund 60.000 Mitglieder und in der Schweiz 2.300, die sich zum Großteil verpflichtet haben, einen Artikel pro Quartal abzunehmen. Die Mitglieder bestellen entweder online, per Telefon, schriftlich oder kaufen in einer von rund 90 Partnerbuchhandlungen in Deutschland, Österreich und der Schweiz. Das Programm der Büchergilde erstreckt sich auf inhaltlich anspruchsvolle und teilweise hochwertig ausgestattete Lizenzausgaben von Büchern, eigene Originalausgaben, DVDs, Hörbücher, Musik-CDs und Non-Book-Artikel.

## Nachwuchsförderung
Der Büchergilde Gestalterpreis der Büchergilde Gutenberg wird seit 2000 alle zwei Jahre vergeben. Die Grundidee des Wettbewerbes ist es, den Nachwuchs im Bereich Buchgestaltung und Illustration zu fördern. Ausgeschrieben wird die Illustration/Gestaltung eines literarischen Textes. Der Sieger des Wettbewerbes erhält einen Vertrag mit der Büchergilde Gutenberg über die komplette Illustrierung des jeweiligen Werkes. Bisherige Preisträger sind u. a. Katrin Stangl (Fahrenheit 451, 2001), Martin Stark (Professor Unrat, 2014), Laura Olschok (Tschick, 2016) und Shiwen Sven Wang (Die Gischt der Tage, 2022). Seit 2017 arbeitete die Büchergilde zudem mehrfach mit Studierenden des Kommunikationsdesign an der Hochschule Mainz zusammen. Dabei erarbeiten die Nachwuchs-Designer Konzepte für die Buchgestaltung, die über die Illustration hinausgehen. Einer der Entwürfe wird von der Büchergilde ausgewählt und umgesetzt.

## Edition Büchergilde
Im Herbst 2002 wurde im Rahmen der Büchergilde Gutenberg der eigenständige Verlag Edition Büchergilde gegründet, der seinen Sitz ebenfalls in Frankfurt am Main hat. So wurde es möglich, Eigenproduktionen auch auf dem freien Buchmarkt anzubieten. In der Edition Büchergilde erscheinen aus den Sparten Belletristik und Sachbuch sowie die Reihe Die Bibliothek von Babel mit Umschlagillustrationen von Bernhard Jäger. Darüber hinaus veröffentlicht die Edition Büchergilde Buchkünstlerisches in der Sparte Das Illustrierte Buch und die zunächst von Armin Abmeier, jetzt von Rotraut Susanne Berner herausgegebene Reihe Die Tollen Hefte. Seit Herbst 2008 gibt der Autor Ilija Trojanow in der Edition Büchergilde die Reihe Weltlese. Lesereisen ins Unbekannte heraus.

## Auszeichnungen
Die bibliophilen Ausgaben der Büchergilde sind nahezu alljährlich in den Preislisten der Stiftung Buchkunst und in der Ausstellung Schönste Bücher aus aller Welt zu finden.

## Die Büchergilde in der Schweiz
Die Büchergilde zählte zur Zeit der Gleichschaltung durch die Nazis zirka 6000 Mitglieder in der Schweiz, von denen 5000 sofort zur neu gegründeten schweizerischen Büchergilde übertraten. Die Schweizer Büchergilde war nicht nur wichtig für die Exilautoren, sondern hatte zunehmende Bedeutung für Schweizer Buchautoren und -illustratoren. 1943 machte sie einen Umsatz von zwei Millionen Schweizer Franken. 1936 wurde in Lausanne unter dem Namen Guilde du Livre ein welschschweizerischer Ableger gegründet, der bis zur Einstellung 1977 vor allem für die von ihm veröffentlichten Photobücher bekannt war. Die Schweizer Büchergilde unterhielt bis in die 1970er-Jahre in zahlreichen Städten Buchläden. Der große Erfolg der Büchergilde in der Schweiz mit zeitweise über 100.000 Mitgliedern rief in der Nachkriegszeit zunehmend Konkurrenten auf den Plan. 1981 zählte die Schweizer Büchergilde noch 16.000 Mitglieder und wurde in der Folge von der neu gegründeten Büchergilde AG übernommen, deren Aktienkapital durch das Buchzentrum Hägendorf als Mehrheitsaktionär sowie den Mitgliedsorganisationen des Schweizerischen Gewerkschaftsbundes als Minderheitsaktionären aufgebracht wurde. Im Jahr 2000 wurde die Schweizer Büchergilde wieder an die deutsche Gilde veräußert. Seither beziehen die schweizerischen Gildenmitglieder ihre Bücher über eine Auslieferungsstelle in Zürich.

## Frühwerke (Auswahl)
- 1924 – Mark Twain: Mit heiteren Augen. Geschichten. Deutsche Übertragung von Margarete Jacobi, Henny Koch und L. Ottmann. Ausgewählt und eingeleitet von Ernst Preczang. 192 S. Büchergilde Gutenberg, Leipzig (Salomonstr. 8). Nur an Mitglieder der BG. 1. Werk-Ausgabe der BG.
- 1925 – Moritz Hartmann: Der Krieg um den Wald. Eine Historie. BG, Leipzig. 192 S.
- 1925 – Ernst Preczang: Im Satansbruch. Märchen. Mit Original Holzschnitten von Otto Rudolf Schatz. BG, Leipzig. 30 S.
- 1925 – Colin Ross: Fahrten- und Abenteuerbuch. BG, Leipzig. 236 S.
- 1926 – B. Traven: Das Totenschiff. Die Geschichte eines amerikanischen Seemanns. BG, Berlin. 256 S.
- 1926 – Luitpold Stern: Der entwurzelte Baum. Von Otto Rudolf Schatz in Holz geschnitten. 18 Blatt. BG, Berlin
- 1926 – Mikkjel Fönhus: Der Troll-Elch. Die Geschichte Gaupas, des Jägers vom Mottal. Aus dem Norwegischen von Julius Sandmeier und Sophie Angermann. BG, Berlin. 168 S.
- 1928 – B. Traven: Land des Frühlings. Bildaufnahmen vom Verfasser. Ausstattung von Curt Reibetanz. Erstausgabe. BG, Berlin. 429 S., 64 S. Abb
- 1929 – Martin Andersen Nexö: Pelle der Eroberer